# Leptoteleia kareli
Leptoteleia kareli är en stekelart som beskrevs av Lubomir Masner 1978. Leptoteleia kareli ingår i släktet Leptoteleia och familjen Scelionidae. Inga underarter finns listade i Catalogue of Life.